# Ludwig Leiner
Ludwig Leiner (* 22. Februar 1830 Konstanz, Baden; † 2. April 1901 ebenda) war Stadtrat und Apotheker in Konstanz am Bodensee und machte sich als Botaniker, Denkmalschützer, Sammler und Gründer des Rosgartenmuseums in Konstanz einen Namen.

## Leben

### Familie, Jugend, Studium
Adolf Ludwig Leiner wurde am 22. Februar 1830 als Sohn des Konstanzer Apothekers Franz Xaver Leiner (1804–1846) geboren. Die Familie Leiner war zu Beginn des 16. Jahrhunderts aus St. Gallen nach Konstanz übersiedelt und zählte zu den angesehensten Konstanzern. So stellte die Familie immer wieder Ratsherren, besetzte dreimal sogar das Amt des Bürgermeisters und Stadtvogts.
Von 1840 bis 1844 besuchte Ludwig Leiner das „Lyceum“ in Konstanz, eine 1604 vom Jesuitenorden gegründete Schule (das heutige Heinrich-Suso-Gymnasium). Im September 1844 wurde er in die Oberquarta versetzt, wegen des schlechten Gesundheitszustands seines Vaters musste er die Schule jedoch noch im selben Monat mit dem „Unterrichts-Licenz-Schein für Pharmacie“ verlassen. 1827 hatte Ludwig Leiners Großvater, Johann Evangelist Leiner, die „Apotheke zum Malhaus“ erworben, die von Ludwig Leiners Vater betrieben wurde. Ludwig Leiner trat am 1. Oktober 1827 als Lehrling in die väterliche Apotheke ein, blieb jedoch Gastschüler des Lyceums und lernte neben seiner Apotheker-Lehre weiterhin Mathematik, Physik und Naturgeschichte.
1846 starb der Vater. Im April 1848 beendete Ludwig Leiner seine Lehre. Er begann zunächst als Gehilfe in der Apotheke F. X. Baur in Ichenheim bei Offenburg, bevor er in die Sachs’sche Hofapotheke in Karlsruhe wechselte, wo er bis 1850 blieb.
Im Mai 1851 immatrikulierte sich Ludwig Leiner an der Ludwig-Maximilians-Universität in München und begann dort ein Pharmaziestudium, das er bereits im Mai 1852 mit dem Staatsexamen (und dem Prädikat „vorzüglich“) beendete.

### Übernahme der Apotheke, Heirat und Tätigkeit als Stadtrat
Leiner kehrte nach Konstanz zurück und übernahm 1853 die Apotheke des Vaters. Im gleichen Jahr heiratete er Thekla Baur (1833–1896), die Tochter seines ehemaligen Chefs in Ichenheim, mit der er vier Kinder bekam: Anna (1854–1904), Otto (1856–1931), Emma (1859–1874) und Ida (* 1862).
Ab 1864 bis zu seinem Tod 1901 war Ludwig Leiner ohne Unterbrechung Mitglied des Konstanzer Stadtrats. Als solcher engagierte er sich besonders für die Bewahrung des kulturellen Erbes und der alten Bausubstanz der Stadt sowie in schul- und bildungspolitischen Angelegenheiten. Leiner war Nationalliberaler und betrieb die Einrichtung einer konfessionell gemischten Volksschule (die 1868 gegründet wurde). 1869 übernahm er den Vorsitz des gemeindlichen „Ortsschulraths“.
1861 verhinderten Stadtrat Ludwig Leiner und Archivrat Johann Marmor erneut einen Vorstoß der Stadt Konstanz den Rheintorturm abzubrechen. 1866 rief er „zur Erhaltung alter guter Baudenkmale in Constanz“ auf und setzte sich für die Bewahrung der historischen Substanz der Stadt ein, da infolge des Abbruchs der alten Stadtmauern und des Eisenbahnbaus ab den 1840er Jahren das Stadtbild rasch und gravierend geändert wurde. Leiner konnte mit seinem Aufruf die Erhaltung der alten Stadttore (insbesondere des Schnetztors) bewirken.

## Lebensleistungen

### Gründung des Rosgartenmuseums
Leiners Interesse an historischen Funden sorgte dafür, dass viele Funde, die bei Umbau- oder Abrissarbeiten zutage kamen, gesammelt und konserviert wurden.
In Konstanz gab es jedoch nur eine Kuriositätensammlung im alten Kaufhaus, in der u. a. eine Vogelsammlung, Münzen und anderes ausgestellt war. Leiner lehnte diese Sammlung strikt ab, da „die Curiosa und Konstanzer Denkwürdigkeiten im Kaufhaus mit Plunder gemischt waren“ und er durch das „Blauanlügen“ der Besucher seine Heimatstadt in Misskredit gebracht sah. Deshalb betrieb er die Einrichtung eines Museums, um die archäologischen Funde der letzten Jahre angemessen präsentieren zu können. Zudem hatte er bereits 1864 die Einrichtung einer „technischen Warensammlung“ gefordert, die Apothekern und anderen Gewerbetreibenden Warenkenntnisse vermitteln und Vergleichsmaterial zur Rohstoffkontrolle bereitstellen sollte.
Im August 1868 betrieb Leiner die Gründung eines Museums, in dem die historischen Funde und die Warensammlung ihren Platz finden sollten. Er verfasste einen „Aufruf zur Aufstellung von Alterthumsgegenständen und Naturalien in hiesiger Stadt“, in dem er die Konstanzer Bürger aufforderte, dem neuen Museum Gegenstände aus der Stadtgeschichte für die Ausstellung zur Verfügung zu stellen. Dem Aufruf war zu Anfang nur wenig Erfolg beschieden, und Leiner war kurz davor, die Museumsgründung aufzugeben.
Der Ankauf einer Vogelsammlung mit fast 200 Arten (Spachholzischen Vogelsammlung) durch die Stadt und sein Entschluss, dem neu zu gründenden Museum auch seine eigene naturgeschichtliche Sammlung zur Verfügung zu stellen, brachten den Durchbruch. Die naturgeschichtliche Sammlung der Familie Leiner ging auf den Großvater zurück, der eine reichhaltige Schmetterlingssammlung besaß, die von Ludwig Leiners Vater Franz Xaver Leiner ausgebaut und um eine Käfersammlung ergänzt wurde. Franz Xaver Leiner galt überdies als Experte der heimischen Flora und hatte ein umfangreiches Herbarium zusammengestellt. Ludwig Leiner selbst hatte seit seiner Schulzeit und während seiner Lehrlingsjahre in der Umgebung von Konstanz Pflanzen gesammelt und so das Herbar seines Vaters erweitert. Darüber hinaus hatte er Mal- und Zeichenunterricht bei Joseph Moosbrugger und Johann Jacob Biedermann, zwei im 19. Jahrhundert sehr bekannten Konstanzer Malern. Daraus resultierten zahlreiche selbst gefertigte Zeichnungen von Konstanzer Stadtansichten und Pflanzen der Konstanzer Umgebung, die Leiner ebenfalls dem Museum zur Verfügung stellte.
Im Herbst 1870 wurde dem neu gegründeten Museum zunächst eine obere Etage im „Haus zum Rosgarten“, dem ehemaligen Zunfthaus der Metzger, von der Stadt für den Museumszweck zur Verfügung gestellt und Leiner zum ersten ehrenamtlichen Konservator des Rosgartenmuseums ernannt.
1872 stiftete Leiner seine Sammlungen endgültig dem Museum, inklusive der Sammlung von Gesteinen, Geschieben, Mineralien  und Petrefakten, die er in den Jahren vor 1872 zusammengetragen hatte. Im Juni 1873 erwarb Leiner die „von Seyfried’sche naturkundliche Sammlung“ mit einem reichen Bestand an Öhninger Fossilien (u. a. eines der Exemplare des Öhninger Frosches Latonia seyfriedii; weitere Exemplare befinden sich im Paläontologischen Institut Zürich und im Staatlichen Museum für Naturkunde Karlsruhe. Von 1872 bis 1874 konnte er die umfangreiche Schmetterlings-, Käfer- und Mineraliensammlung des Grafen Ferdinand von Zeppelin erweitern, die dieser von seinem Onkel, dem Konstanzer Unternehmer Caspar Macaire, erhalten, neu inventarisiert und weiter ausgebaut hatte. 1878 und 1891 erhielt das Museum die Mineraliensammlungen des Bezirksarztes Eduard Rauterund und von Nikolaus Vincent geschenkt.
Das Museum zeigte einen Überblick über die geologische Entstehungsgeschichte der Erde und der Bodenseelandschaft mit der zugehörigen Tier- und Pflanzenwelt sowie über die kulturelle Entwicklung der Menschheit von der Steinzeit bis ins Mittelalter. So stellte das Museum z. B. prähistorische Funde aus dem Kesslerloch bei Thayngen im schweizerischen Kanton Schaffhausen (Schnitzereien der Rentierjäger in Knochen und Rentiergeweihen) und zahlreichen Pfahlbaufunde aus dem Bodensee aus.

### Leiner-Herbar
Ludwig Leiner machte sich als Mitarbeiter der 1857 erschienenen Flora des Grossherzogthums Baden Johann Christoph Dölls einen Namen in botanischen Fachkreisen. Nach dem Vorbild einer Schweizer Kryptogamenflora gab Leiner zusammen mit seinem Salemer Apothekerkollegen Josef Bernhard Jack und dem Konstanzer Arzt Ernst Stizenberger von 1857 bis 1880 sein umfangreiches Exsikkatenwerk Kryptogamen Badens heraus. Die Auflage betrug ca. 65 Exemplare.
Aber Ludwig Leiner befasste sich nicht nur mit Kryptogamen, sondern auch mit Phanerogamen, für die er ein großes Herbarium anlegte. Dessen Grundstock bildeten die Belege seines Vaters, die er unter der Bezeichnung „aus Xaver Leiners Herbar“ in seine Sammlung übernahm. Franz Xaver Leiner hatte nicht nur selbst gesammelt, sondern auch Herbare (z. B. jenes des 1841 verstorbenen Ellwanger Arztes und Botanikers Josef Alois Frölich) angekauft.
Leiners Blütenpflanzen- und Farnherbar umfasst ca. 16.000 Belege, darunter eine Reihe Typus-Exemplare. Das Kryptogamenherbar der Moose, Flechten, Algen und Pilze umfasst noch einmal ca. 18.000 Belege. Der größte Teil von Leiners Pflanzen stammt aus Mitteleuropa, besonders aus Südwestdeutschland und dem Bodenseeraum.
Ludwig Leiner erstellte auch eine Flora der Constanzer Gegend, bestehend aus zehn aufwändig als Bücher hergerichteten, großformatigen Kassetten mit insgesamt 615 verschiedenen Pflanzenarten. Besonders erwähnenswert sind dabei Exemplare des am Bodensee mittlerweile ausgestorbenen Bodensee-Steinbrechs (Saxifraga oppositifolia subsp. amphibia).
Das Leiner-Herbar wurde von 2002 bis 2004 aufwändig restauriert und befindet sich nun im Bodensee-Naturmuseum Konstanz.
1881 hatte der älteste Sohn, Otto Leiner, die väterliche Apotheke übernommen. Am 2. April 1901 starb Ludwig Leiner an den Folgen einer Lungenentzündung.

### Konstanzer Straßennamen
Ludwig Leiner erarbeitete für die Konstanzer Straßen im Jahr 1876 die Namen, z. B. den Namen Hussenstraße für den Straßen-Abschnitt vom Schnetztor bis zur Münzgasse.

### Bodensee-Geschichtsverein
1869 trat Leiner dem im Vorjahr gegründeten Verein für Geschichte des Bodensees und seiner Umgebung bei, in dessen Vorstand er bis zu seinem Tod als zweiter Sekretär eine führende Rolle spielte, wie z. B. beim Aufbau des Vereinsmuseums in Friedrichshafen. Der Verein ernannte ihn 1893 zum Ehrenmitglied.